# Teorema di Ceva
Il teorema di Ceva è un noto teorema in geometria elementare. Deve il suo nome a Giovanni Ceva, che ne diede dimostrazione nella sua opera De lineis rectis se invicem secantibus, statica constructio del 1678, anche se il primo a dimostrarlo fu Yusuf al-Mu'tamin ibn Hud, attorno all'XI secolo. Si definisce ceviana una retta che congiunge un vertice con un punto del lato opposto di un triangolo. Il teorema fornisce una condizione necessaria e sufficiente affinché tre ceviane si incontrino in uno stesso punto.

## Enunciato
Siano A, B, C i vertici di un triangolo; li si congiungano con un punto O del piano e si indichino con D, E, F le intersezioni con i lati del triangolo.
Si ha la seguente relazione:
{\displaystyle {\frac {AF}{FB}}\cdot {\frac {BD}{DC}}\cdot {\frac {CE}{EA}}=1.}

## Dimostrazione
Si considerino i triangoli {\displaystyle \triangle AFO} e {\displaystyle \triangle FBO}. Si può notare che hanno in comune un'altezza relativa ai due segmenti {\displaystyle AF} e {\displaystyle FB}, basi rispettivamente del primo e del secondo triangolo. Da questo, tenendo conto della formula {\displaystyle A={\frac {bh}{2}}}, per l'area di un triangolo, si deduce che il rapporto tra le aree dei due triangoli è uguale al rapporto tra le rispettive basi:
{\displaystyle {\frac {\triangle AFO}{\triangle FBO}}={\frac {AF}{FB}}}.
Similmente si può dimostrare che vale anche:
{\displaystyle {\frac {\triangle AFC}{\triangle FBC}}={\frac {AF}{FB}},}
e di conseguenza, per la proprietà transitiva dell'uguaglianza si giunge a:
{\displaystyle {\frac {\triangle AFC}{\triangle FBC}}={\frac {\triangle AFO}{\triangle FBO}}.}
Facendo riferimento alla figura, e tenendo conto della proprietà delle proporzioni:
{\displaystyle {\frac {a}{b}}={\frac {c}{d}}\Longrightarrow {\frac {a}{b}}={\frac {c}{d}}={\frac {a-c}{b-d}}}
possiamo infine scrivere che:
{\displaystyle {\frac {\triangle AOC}{\triangle OBC}}={\frac {AF}{FB}}.}
Ragionando in modo analogo per i lati {\displaystyle BC} e {\displaystyle CA} scriveremo anche le proporzioni: 
{\displaystyle {\frac {\triangle BOA}{\triangle AOC}}={\frac {BD}{DC}}{\text{ e }}{\frac {\triangle CBO}{\triangle BAO}}={\frac {CE}{EA}}}.
Moltiplicando tra loro le tre proporzioni così ottenute si nota che i vari termini si semplificano a vicenda dando come risultato 1:
{\displaystyle {\frac {\triangle AOC}{\triangle OBC}}\cdot {\frac {\triangle BOA}{\triangle AOC}}\cdot {\frac {\triangle OBC}{\triangle BOA}}=1.}

## Forma trigonometrica
La formula del teorema può essere scritta in una forma trigonometrica equivalente:
{\displaystyle {\frac {\sin \angle BAD}{\sin \angle CAD}}\cdot {\frac {\sin \angle CBE}{\sin \angle ABE}}\cdot {\frac {\sin \angle ACF}{\sin \angle BCF}}=1.}
Una possibile dimostrazione di ciò avviene attraverso il teorema dei seni.